# Яворницьке (селище)
Яворни́цьке (до 26 вересня 2024 року — Іларіо́нове) — селище в Україні, адміністративний центр Іларіонівської селищної громади Синельниківського району Дніпропетровської області. Населення — ▼8495 осіб.

## Географічне розташування
Селище Яворницьке розташоване біля витоків річки Маячка, примикає до села Іванівка, за 1 км від селища Сад. Через селище пролягають автошлях регіонального значення Р85 та територіального значення Т 0442, залізниця, на якій знаходиться однойменна станція.

## Історія
Селище засноване у 1875 році під первинною назвою Іванівка, у 1897 році перейменовано на Іларіонове, на честь Ілларіона Воронцова-Дашкова (1837—1916) — російського державного і військового діяча, міністра імператорського двору і наділів (1881—1897), намісника на Кавказі (1905—1916), одного з найбільших землевласників у Катеринославській губернії.
У 1938 році населений пункт набув статусу селища міського типу.
19 липня 2020 року, в результаті адміністративно-територіальної реформи та ліквідації   Синельниківського (1923—2020) району, селище увійшло до складу новоутвореного Синельниківського району.
26 січня 2024 року в Україні набув чинності Закон № 3285-IX, який передбачає дерадянізацію адміністративно-територіального устрою України, селище міського типу Іларіонове набуло статусу селища.
19 вересня 2024 року Верховна Рада України підтримала перейменування селища Іларіонове на Яворницьке, на честь відомого історика та видатного діяча Дмитра Яворницького. 26 вересня 2024 року перейменування набуло чинності.

## Населення
За переписом 2001 року чисельність населення складала 8495 осіб. Станом на 2017 рік — 10079 осіб.

### Мова
Розподіл населення за рідною мовою за даними перепису 2001 року:
| Мова              | Кількість | Відсоток |
| ----------------- | --------- | -------- |
| українська        | 7451      | 87,71 %  |
| російська         | 940       | 11,07 %  |
| циганська         | 55        | 0,65 %   |
| вірменська        | 7         | 0,08 %   |
| білоруська        | 6         | 0,07 %   |
| румунська         | 5         | 0,06 %   |
| болгарська        | 4         | 0,04 %   |
| угорська          | 1         | 0,01 %   |
| інші / не вказали | 26        | 0,31 %   |
| Всього:           | 8495      | 100 %    |

## Економіка
- ТОВ «Нівада-7».
- Кондитерський цех.
- Цех з виробництва запасних частин до побутової техніки.

## Об'єкти соціальної сфери
- Школа I—III ст
- Школа I—II ст
- 3 дитячих садочка
- Філія музичної школи
- Лікарня
- Поліклініка
- Маркет «ТПП»
- Маркет «Аврора»
- Супермаркет «Делві»
- Олійниця
- Кафе «Шанель»
- Суші-бар
- ЦНАП
- Салон краси «Donbass»
- Ремонт побутової та електроної техніки

## Пам'ятки
- В околицях селища розкопані кургани з похованнями епохи бронзи (III—I тисячоліття до н. е.) та скіфські кургани (IV—III ст. до н. е.);
- Два військовий меморіала.

## Релігія
У селищі знаходяться наступні сакральні споруди релігійних громад:
- Храм ікони Божої Матері Іверської (вул. Виноградна, 8);
- Храм Різдва Христового (Центральний парк).

Храм ікони Божої Матері Іверської
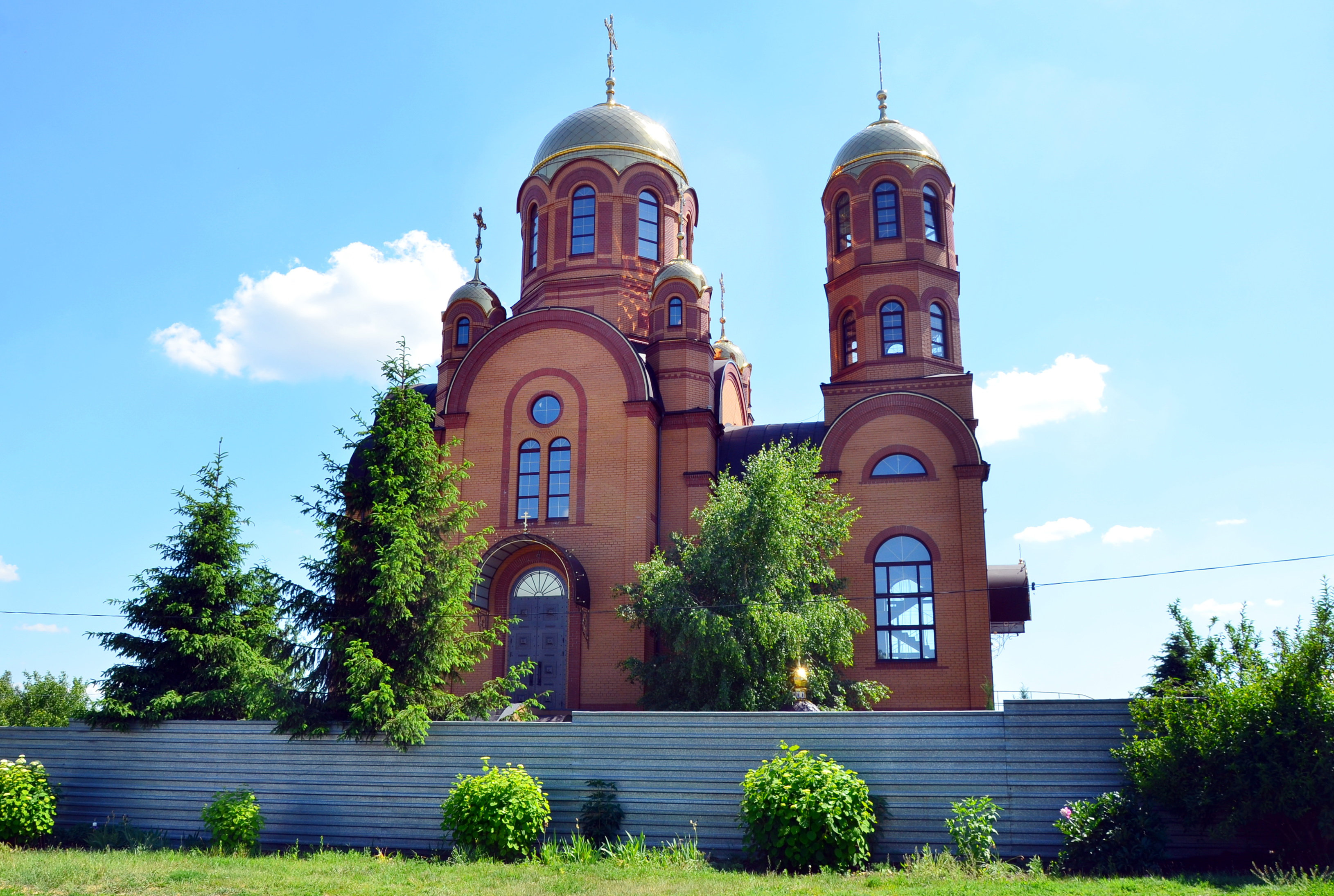
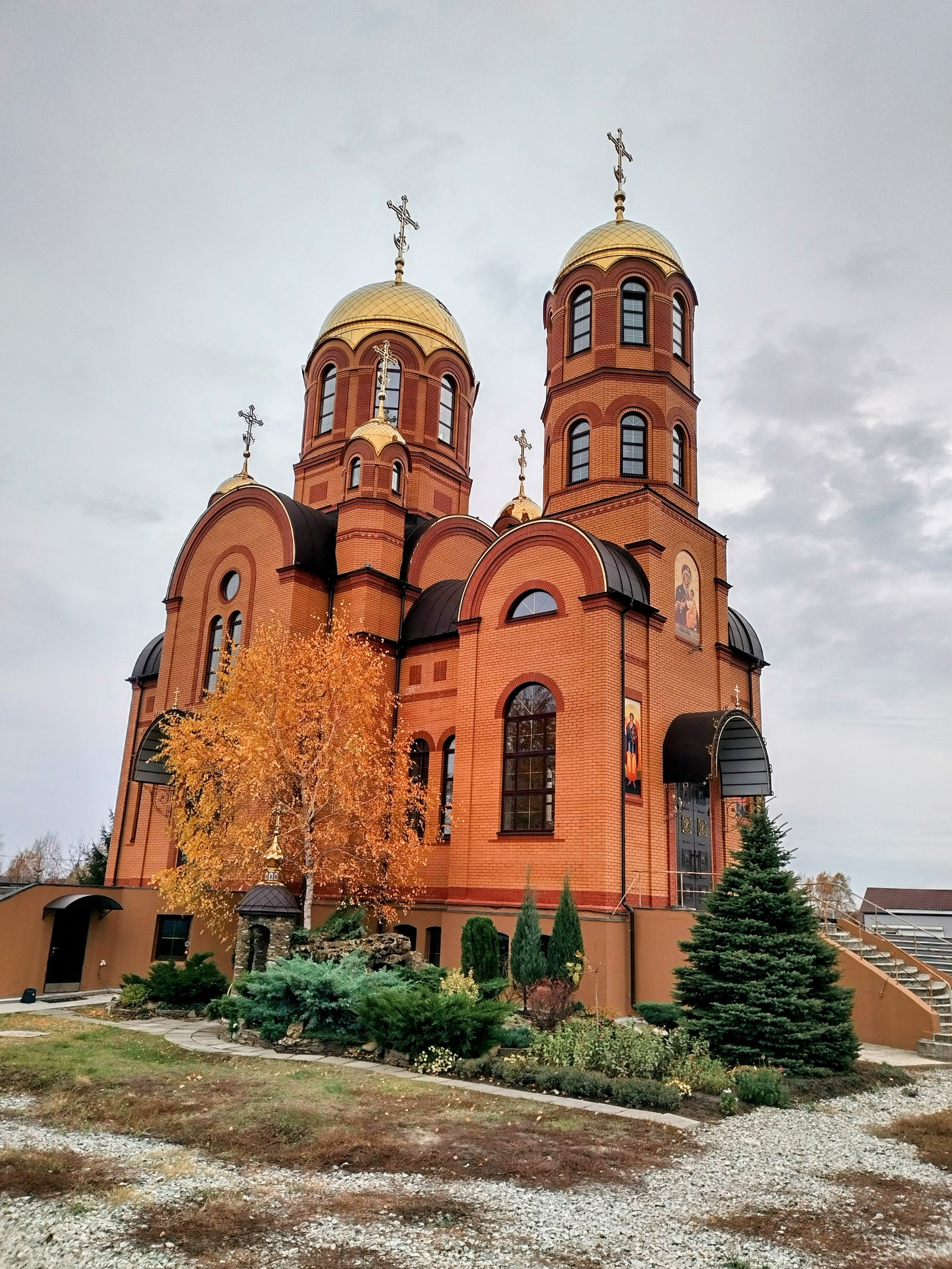

## Транспорт
В селищі розташована однойменна залізнична станція на електрифікованій лінії Нижньодніпровськ-Вузол — Синельникове II. Існує автобусне сполучення з містами Дніпро та Синельникове.

## Постаті
- Овчаренко Олександр Григорович (1974—2015) — молодший сержант Збройних сил України, учасник російсько-української війни.

## Галерея

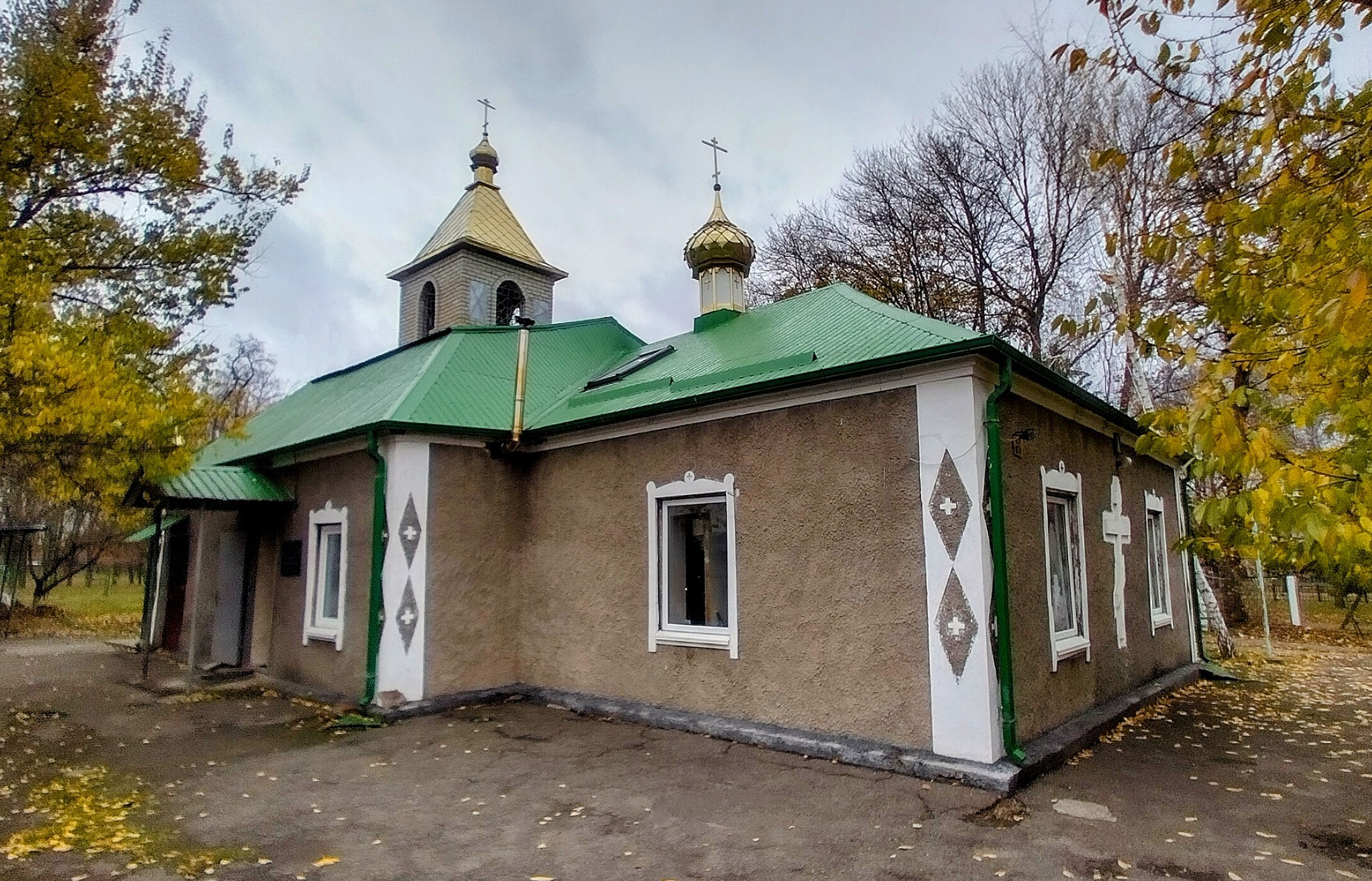
Храм Різдва Христового
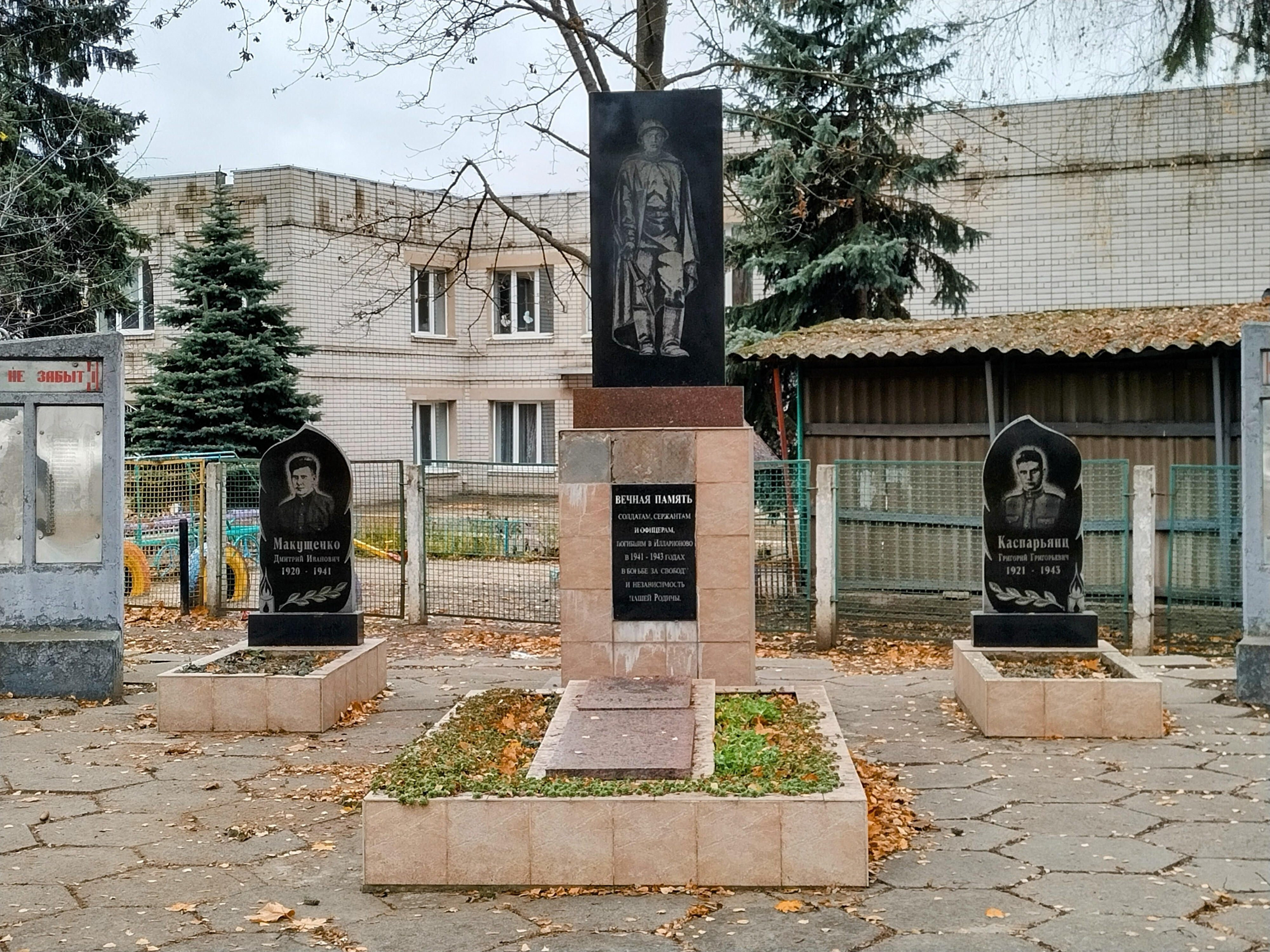
Військовий меморіал
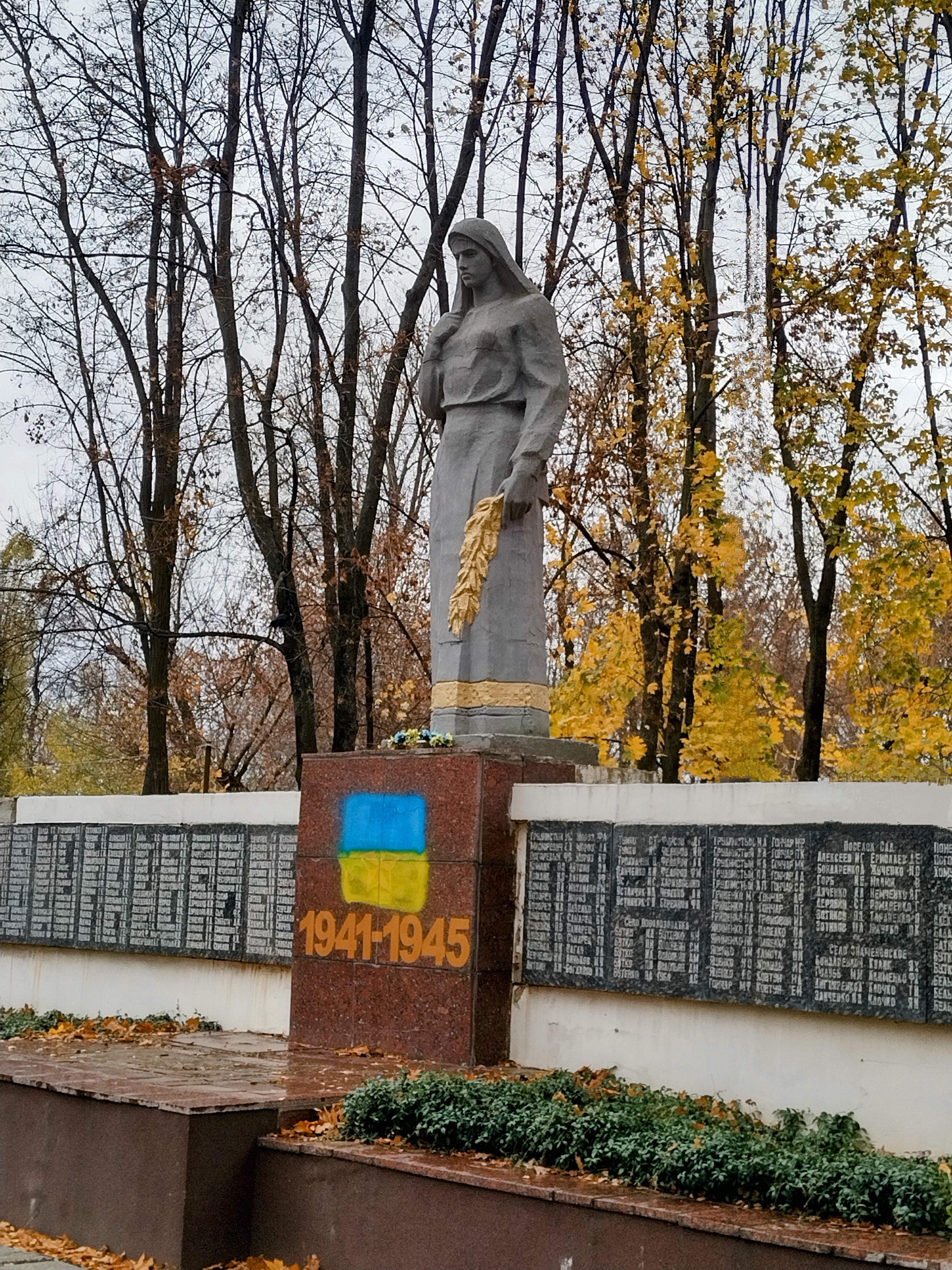
Військовий меморіал загиблим у Другій світовій війні